# Lijst van gemeenten in Alba

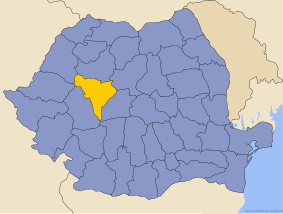
ligging district Alba in Roemenië

Dit is de lijst van gemeenten in Alba
1. Albac
2. Almașu Mare
3. Arieșeni
4. Avram Iancu
5. Berghin
6. Bistra
7. Blandiana
8. Bucium
9. Câlnic
10. Cenade
11. Cergău
12. Ceru-Băcăinți
13. Cetatea de Baltă
14. Ciugud
15. Ciuruleasa
16. Crăciunelu de Jos
17. Cricău
18. Cut
19. Daia Română
20. Doștat
21. Fărău
22. Galda de Jos
23. Gârda de Sus
24. Gârbova
25. Hopârta
26. Horea
27. Ighiu
28. Întregalde
29. Jidvei
30. Livezile
31. Lupșa
32. Lopadea Nouă
33. Lunca Mureșului
34. Meteș
35. Mihalț
36. Mirăslău
37. Mogoș
38. Noșlac
39. Ocoliș
40. Ohaba
41. Pianu
42. Poiana Vadului
43. Ponor
44. Poșaga
45. Rădești
46. Râmeț
47. Rimetea
48. Roșia de Secaș
49. Roșia Montană
50. Sălciua
51. Săliștea
52. Sâncel
53. Săsciori
54. Sântimbru
55. Scărișoara
56. Stremț
57. Șibot
58. Sohodol
59. Șpring
60. Șugag
61. Șona
62. Unirea
63. Vadu Moților
64. Valea Lungă
65. Vidra
66. Vințu de Jos

Steden met gemeentestatus: Alba Iulia · Aiud · Blaj · Sebeș

Steden zonder gemeentestatus: Abrud · Baia de Arieș · Câmpeni · Cugir · Ocna Mureș · Teiuș · Zlatna

Gemeenten: Albac · Almaşu Mare · Arieșeni · Avram Iancu · Berghin · Bistra · Blandiana · Bucium · Câlnic · Cenade · Cergău · Ceru-Băcăinți · Cetatea de Baltă · Ciugud · Ciuruleasa · Crăciunelu de Jos · Cricău · Cut · Daia Română · Doștat · Fărău · Galda de Jos · Gârda de Sus · Gârbova · Hopârta · Horea · Ighiu · Întregalde · Jidvei · Livezile · Lupșa · Lopadea Nouă · Lunca Mureșului · Meteș · Mihalț · Mirăslău · Mogoș · Noșlac · Ocoliș · Ohaba · Pianu · Poiana Vadului · Ponor · Poșaga · Rădești · Râmeț · Rimetea · Roșia de Secaș · Roșia Montană · Sălciua · Săliștea · Sâncel · Săsciori · Sântimbru · Scărișoara · Stremț · Șibot · Sohodol · Șpring · Șugag · Șona · Unirea · Vadu Moților · Valea Lungă · Vidra · Vințu de Jos
Alba · Arad · Argeș · Bacău · Bihor · Bistrița-Năsăud · Botoșani · Brașov · Brăila · Buzău · Caraș-Severin · Călărași · Cluj · Constanța · Covasna · Dâmbovița · Dolj · Galaţi · Giurgiu · Gorj · Harghita · Hunedoara · Ialomița · Iași · Ilfov · Maramureș · Mehedinți · Mureș · Neamț · Olt · Prahova · Satu Mare · Sălaj · Sibiu · Suceava · Teleorman · Timiș · Tulcea · Vaslui · Vâlcea · Vrancea